# Kyle Beckerman
Kyle Robert Beckerman (n. 23 aprilie 1982, Crofton⁠(d), comitatul Anne Arundel, Maryland, SUA) este un fotbalist american care evoluează la clubul Real Salt Lake în Major League Soccer și la echipa națională de fotbal a Statelor Unite ale Americii, pe postul de mijlocaș.

## Goluri internaționale
| #  | Data          | Stadion                                              | Oponent | Scor  | Rezultat | Competiția             |
| -- | ------------- | ---------------------------------------------------- | ------- | ----- | -------- | ---------------------- |
| 1. | 18 iulie 2009 | Lincoln Financial Field, Philadelphia, Statele Unite | Panama  | 1 – 1 | 2 – 1    | CONCACAF Gold Cup 2009 |

## Statistici carieră

### Club
La 27 mai 2014.
|               |                 |                     | Campionat | Campionat | Cupă     | Cupă     | Cupa Ligii | Cupa Ligii | Continental     | Continental     | Total   | Total  |
| Sezon         | Club            | Campionat           | Meciuri   | Goluri    | Meciuri  | Goluri   | Meciuri    | Goluri     | Meciuri         | Goluri          | Meciuri | Goluri |
| Statele Unite | Statele Unite   | Statele Unite       | Campionat | Campionat | Open Cup | Open Cup | Cupa Ligii | Cupa Ligii | America de Nord | America de Nord | Total   | Total  |
| ------------- | --------------- | ------------------- | --------- | --------- | -------- | -------- | ---------- | ---------- | --------------- | --------------- | ------- | ------ |
| 2000          | Miami Fusion    | Major League Soccer | 2         | 1         | 0        | 0        | 0          | 0          | 0               | 0               | 2       | 1      |
| 2001          | Miami Fusion    | Major League Soccer | 1         | 0         | 0        | 0        | 0          | 0          | 0               | 0               | 1       | 0      |
| 2002          | Colorado Rapids | Major League Soccer | 14        | 0         | 0        | 0        | 0          | 0          | 0               | 0               | 14      | 0      |
| 2003          | Colorado Rapids | Major League Soccer | 28        | 0         | 2        | 0        | 2          | 0          | 0               | 0               | 32      | 0      |
| 2004          | Colorado Rapids | Major League Soccer | 29        | 1         | 1        | 0        | 2          | 0          | 0               | 0               | 32      | 1      |
| 2005          | Colorado Rapids | Major League Soccer | 30        | 1         | 0        | 0        | 3          | 0          | 0               | 0               | 33      | 1      |
| 2006          | Colorado Rapids | Major League Soccer | 31        | 7         | 0        | 0        | 3          | 0          | 0               | 0               | 34      | 7      |
| 2007          | Colorado Rapids | Major League Soccer | 13        | 1         | 0        | 0        | 0          | 0          | 0               | 0               | 13      | 1      |
| 2007          | Real Salt Lake  | Major League Soccer | 15        | 2         | 0        | 0        | 0          | 0          | 0               | 0               | 15      | 2      |
| 2008          | Real Salt Lake  | Major League Soccer | 30        | 3         | 0        | 0        | 3          | 0          | 0               | 0               | 33      | 3      |
| 2009          | Real Salt Lake  | Major League Soccer | 25        | 3         | 1        | 0        | 4          | 0          | 0               | 0               | 29      | 3      |
| 2010          | Real Salt Lake  | Major League Soccer | 22        | 2         | 1        | 0        | 2          | 0          | 5               | 1               | 30      | 3      |
| 2011          | Real Salt Lake  | Major League Soccer | 29        | 3         | 0        | 0        | 3          | 0          | 4               | 0               | 36      | 3      |
| 2012          | Real Salt Lake  | Major League Soccer | 30        | 4         | 0        | 0        | 2          | 0          | 3               | 1               | 35      | 5      |
| 2013          | Real Salt Lake  | Major League Soccer | 26        | 4         | 5        | 1        | 5          | 0          | -               | -               | 36      | 5      |
| 2014          | Real Salt Lake  | Major League Soccer | 10        | 2         |          |          |            |            | -               | -               | 10      | 2      |
| Total         | Statele Unite   | Statele Unite       | 335       | 34        | 10       | 1        | 29         | 0          | 12              | 2               | 386     | 37     |
| Total carieră | Total carieră   | Total carieră       | 335       | 34        | 10       | 1        | 29         | 0          | 12              | 2               | 386     | 37     |

### Internațional
La 16 septembrie 2013.
| Națională     | An    | Meciuri | Goluri |
| ------------- | ----- | ------- | ------ |
| Statele Unite |       |         |        |
| 2007          | 3     | 0       |        |
| 2008          | 0     | 0       |        |
| 2009          | 7     | 1       |        |
| 2010          | 2     | 0       |        |
| 2011          | 6     | 0       |        |
| 2012          | 5     | 0       |        |
| 2013          | 9     | 0       |        |
| Total         | Total | 32      | 1      |

## Palmares

### Statele Unite
- CONCACAF Gold Cup (1): 2013

### Real Salt Lake
- Major League Soccer Conferința de Vest (1): 2013
- Major League Soccer Conferința de Est (1): 2009
- Major League Soccer MLS Cup (1): 2009

### Individual
- MLS All-Star Game (5): 2009, 2010, 2011, 2012, 2013
- MLS All-Star (rezervă) (2): 2007, 2008